# Championnat de Finlande féminin de football 2024
Navigation
Édition précédente Édition suivante
Le championnat de Finlande féminin de football 2024 est la 54e édition du championnat de Finlande féminin.
Le Kuopion Palloseura est le tenant du titre.

## Format
Le championnat à 10 équipes se déroule par match aller-retour soit dix-huit rencontres, neuf à domicile et neuf à l'extérieur, dans une première phase. Les quatre meilleures équipes se retrouvent dans la poule championnat, et les autres dans une poule de relégation.

## Compétition

### Première phase
Le barème utilisé pour établir le classement est le suivant : 3 points pour une victoire, 1 point pour un match nul et 0 point pour une défaite.
| Rang | Équipe             | Pts | J  | G  | N | P  | Bp | Bc | Diff |
| ---- | ------------------ | --- | -- | -- | - | -- | -- | -- | ---- |
| 1    | HJK                | 52  | 18 | 17 | 1 | 0  | 56 | 10 | +46  |
| 2    | KuPS T             | 40  | 18 | 12 | 4 | 2  | 50 | 20 | +30  |
| 3    | HPS                | 38  | 18 | 12 | 2 | 4  | 38 | 18 | +20  |
| 4    | Åland United       | 27  | 18 | 8  | 3 | 7  | 38 | 26 | +12  |
| 5    | PK-35 Vantaa       | 23  | 18 | 6  | 5 | 7  | 21 | 28 | -7   |
| 6    | Honka              | 19  | 18 | 5  | 4 | 9  | 22 | 32 | -10  |
| 7    | Ilves              | 18  | 18 | 5  | 3 | 10 | 26 | 30 | -4   |
| 8    | PK-35 Helsinki     | 18  | 18 | 5  | 3 | 10 | 20 | 32 | -12  |
| 9    | Jyväskylän PK P    | 17  | 18 | 5  | 2 | 11 | 11 | 28 | -17  |
| 10   | PK Keski-Uusimaa P | 3   | 18 | 0  | 3 | 15 | 14 | 72 | -58  |

|  | Qualification pour la poule championnat                                                    |
|  | (T) Tenant du titre (C) Vainqueur de la Coupe de Finlande (P) : Promu de deuxième division |

### Poule championnat
| Rang | Équipe       | Pts | J  | G  | N | P | Bp | Bc | Diff |
| ---- | ------------ | --- | -- | -- | - | - | -- | -- | ---- |
| 1    | HJK C        | 62  | 24 | 20 | 2 | 2 | 66 | 15 | +51  |
| 2    | KuPS T       | 49  | 24 | 14 | 7 | 3 | 59 | 26 | +33  |
| 3    | HPS          | 44  | 24 | 14 | 2 | 8 | 43 | 28 | +15  |
| 4    | Åland United | 35  | 24 | 10 | 5 | 9 | 46 | 37 | +9   |

|  | Vainqueur et qualifié pour le deuxième tour de qualification de la Ligue des champions 2025-2026 |
|  | Qualifié pour la Coupe Europa 2025-2026                                                          |
|  | (T) Tenant du titre (C) Vainqueur de la Coupe de Finlande (P) : Promu de deuxième division       |

### Poule relégation
| Rang | Équipe             | Pts | J  | G | N | P  | Bp | Bc | Diff |
| ---- | ------------------ | --- | -- | - | - | -- | -- | -- | ---- |
| 5    | PK-35 Vantaa       | 33  | 23 | 9 | 6 | 8  | 30 | 30 | 0    |
| 6    | PK-35 Helsinki     | 28  | 23 | 8 | 4 | 11 | 28 | 35 | -7   |
| 7    | Jyväskylän PK P    | 27  | 23 | 8 | 3 | 12 | 18 | 33 | -15  |
| 8    | Honka              | 26  | 23 | 7 | 5 | 11 | 31 | 39 | -8   |
| 9    | Ilves              | 24  | 23 | 7 | 3 | 13 | 33 | 39 | -6   |
| 10   | PK Keski-Uusimaa P | 3   | 23 | 0 | 3 | 20 | 15 | 87 | -72  |

|  | Relégué en D2                                                                              |
|  | (T) Tenant du titre (C) Vainqueur de la Coupe de Finlande (P) : Promu de deuxième division |

- Cette saison il y a trois relégués et une seule promotion, pour réduire le prochain championnat à 8 équipes[1].